# La punyalada
La punyalada és l'obra major de l'escriptor olotí Marià Vayreda i Vila (1853-1903) publicada, l'any 1904. És una prospecció psicològica mitjançant la memòria autobiogràfica d'un personatge i es considera una de les grans novel·les catalanes de la sortida de la tradició realista. La punyalada és la tercera obra, publicada pòstumament, de Vayreda, que morí quan estava corregint les proves d'impremta de la primera edició. Aquesta edició es publicà a la revista La il·lustració Catalana, sense pròleg i amb il·lustracions de Josep Berga i Boix i Josep Berga i Boada.
L'autor utilitza un llenguatge autòcton, és d'admirar retrobar el català comarcal usat a finals del segle xix, moltes de les paraules del qual continuen usant-se actualment a la comarca de la Garrotxa. Gràcies a la novel·la conservem moltes frases fetes específiques dels pobles.
També és molt important com mostra l'ambient de contrabandistes i bandolers que dominava aquesta comarca del Prepirineu català. L'autor, combatent de la guerra carlina, el coneixia de prop. És magistral l'ús de la toponímia de les muntanyes, que també coneix per ser-ne i per haver tingut aquesta experiència de guerra.

## Argument
El llibre comença amb les memòries de l’Albert Bardals escrites en el seu diari personal. L'Albert narra de manera retrospectiva la seva història de joventut al voltant de Sant Aniol d’Aguja, una petita ermita de la Garrotxa a principis del segle xx. L’Albert creix amb l’Ivo (àlies «l’Esparver»), un jove fort i groller i amb una conducta despòtica cap a l’Albert que no es veu amb cor de contradir-lo. Un dia a l’aplec de Sant Aniol l’Ivo balla amb la Coralí, la filla del moliner. Aquest fet desencadenarà un conflicte entre ells que acabarà amb una baralla.
L’Albert guanya la baralla gràcies a l’ajuda de la Coralí que promet casar-s'hi. Llavors, l’Ivo s'uneix a un grup de bandolers de la zona. Uns dies més tard, l'Esparver torna a Sant Aniol, crema el molí de l’Albert i segresta a la Coralí, la promesa de l'Albert. Després d'això, l'Albert surt a la recerca del grup bandolers per rescatar la Coralí. El desenvolupament de la novel·la gira al voltant del triangle amorós entre aquests tres personatges.

## Edicions i adaptacions
La novel·la es publicà per fascicles entre 1903 i 1904. Com que Vayreda morí el 1903 no pogué acabar de revisar l'obra en conjunt que es publicà de manera pòstuma. Se n'han fet diverses reedicions per part d'editorials vàries (Editorial Catalana, 1921; Editorial Selecta, 1947 i 1974; Edicions 62, 1980; Editorial Planeta 1988; Editorial Barcanova, 1993; i Edicions Proa, 2003) i l'any 2013 se'n publicà la primera traducció al castellà. Després de diversos anys descatalogada, el 2021 l'Editorial Barcino en feu una reedició curada per Margarida Casacuberta.
Sobre aquesta novel·la se'n feu una pel·lícula (1989) dirigida per Jordi Grau i Solà i produïda per Ideas y Producciones Cinematográficas (IPC) amb el suport de Televisió de Catalunya. També se'n feu una òpera en dos actes, amb dues versions (una de clàssica el 1993 i una de rock el 2009) amb llibret de Josep Maria Vaqué i música de Jordi Cos, Jeroni Pagan i Josep Maria Vaqué. El 2003, amb motiu del centenari de la mort de Marià Vayreda, Martí Peraferrer Vayreda (el seu besnet) presentà una adaptació per a teatre de La punyalada que fou representada aquell mateix any.